# Psallus luridus
Psallus luridus is een wants uit de familie van de blindwantsen (Miridae). De soort werd het eerst wetenschappelijk beschreven door Odo Reuter in 1878.

## Uiterlijk
De langwerpig ovaal gevormde blindwants heeft volledige vleugels en kan 3.5 tot 4 mm lang worden. De lichte en zwarte haartjes op het lichaam geven de wants een mat grijsgeel uiterlijk. Het mannetje is vaak donkerbruin. Het uiteinde van het verharde deel van de voorvleugels, de cuneus, is aan het begin voor een groot deel wit. De antennes zijn geheel geelbruin, de dijen van de gele pootjes hebben kleine donkere vlekjes.

## Leefwijze
Er is één enkele generatie in het jaar en de soort overwintert als eitje. De volgroeide wantsen kunnen van mei tot augustus in productiebossen en parken en tuinen aangetroffen worden op lork (Larix).

## Leefgebied
De wants is in Nederland zeldzaam. De soort komt verder voor in het Palearctisch gebied, van Europa tot aan Siberië, China en Korea in Azië.